# Пэйнтин, Сандра
Сандра Пэйтин (англ. Sandra Paintin; род. 13 февраля 1963, Палмерстон-Норт) — новозеландская и австралийская биатлонистка, участница Олимпийских игр 1992 и 1994 годов.

## Карьера
Начала заниматься биатлоном в 1989 году. В 1991 году на чемпионате мира в финском Лахти в спринте финишировала 48-й. Через год выступила на первых для себя зимних Олимпийских играх. В индивидуальной гонке стала 40-й, в спринте — 54-й.
В 1993 году на предолимпийской неделе в Лиллехаммере в индивидуальной гонке заняла 8-е место — лучший личный результат в карьере и лучший на тот момент результат для женской сборной Австралии по биатлону в её истории. Через год, уже на Олимпийских играх, её подруга по команде Керрин Петибридж-Рим также в индивидуальной гонке, также допустив 2 промаха, повторила это достижение.
После Олимпийских игр 1994 года, завершила спортивную карьеру. Живёт в Морисвилле, штат Виктория, работает рентгенологом. Жена австралийского биатлониста, участника зимних Олимпийских игр 1984 и 1988 годов Эндрю Пола.

### Участие в Чемпионатах мира
| Год  | Место проведения | Инд | Спр | Ком | Эст |
| 1991 | ЧМ Лахти         | —   | 48  | —   | —   |
| 1993 | ЧМ Боровец       | 52  | 69  | —   | —   |

### Участие в Олимпийских играх
| Год  | Место проведения | Инд | Спр | Эст |
| 1992 | Альбервиль       | 40  | 54  | —   |
| 1994 | Лиллехаммер      | 64  | 40  | —   |